# Placer (Surigao do Norte)
Placer é um município de  quarta classe de renda municipal (d) na província Surigao do Norte, nas Filipinas. De acordo com o censo de 1 de maio  de  2020 possui uma população de 29 616 pessoas e 6 792 domicílios.